# Бренье-Кордон
Бренье́-Кордо́н (фр. Brégnier-Cordon) — коммуна во Франции, находится в регионе Рона-Альпы. Департамент коммуны — Эн. Входит в состав кантона Белле. Округ коммуны — Белле.
Код коммуны — 01058.

## Население
Население коммуны на 2010 год составляло 832 человека.
| 1962 | 1968 | 1975 | 1982 | 1990 | 1999 | 2010 |
| ---- | ---- | ---- | ---- | ---- | ---- | ---- |
| 582  | 502  | 442  | 502  | 511  | 566  | 832  |